# Natação no Campeonato Mundial de Esportes Aquáticos de 2015 - 200 m costas feminino
A prova dos 200 metros costas feminino da natação no Campeonato Mundial de Esportes Aquáticos de 2015 ocorreu nos dias 7 de agosto e 8 de agosto em Cazã na Rússia.

## Recordes
Antes desta competição, os recordes mundiais e do campeonato nesta prova eram os seguintes:
| Tipo                  | Atleta         | Tempo   | Local     | Data                |
| --------------------- | -------------- | ------- | --------- | ------------------- |
|                       | Missy Franklin | 2:04.06 | Londres   | 3 de agosto de 2012 |
| Recorde do campeonato | Missy Franklin | 2:04.76 | Barcelona | 3 de agosto de 2013 |

## Medalhistas
| Ouro                | Prata                | Bronze               |
| Emily Seebohm (AUS) | Missy Franklin (USA) | Katinka Hosszú (HUN) |

## Resultados

### Eliminatórias
Esses foram os resultados das eliminatórias.
| Pos. | Bateria | Raia | Nadadora                | Nacionalidade  | Tempo   | Notas  |
| ---- | ------- | ---- | ----------------------- | -------------- | ------- | ------ |
| 1    | 4       | 4    | Katinka Hosszú          | Hungria        | 2:07.17 | Q      |
| 2    | 5       | 3    | Missy Franklin          | Estados Unidos | 2:07.84 | Q      |
| 3    | 3       | 3    | Dominique Bouchard      | Canadá         | 2:08.66 | Q      |
| 4    | 3       | 4    | Daria Ustinova          | Rússia         | 2:09.16 | Q, WJR |
| 4    | 3       | 6    | Eygló Ósk Gústafsdóttir | Islândia       | 2:09.16 | Q,     |
| 6    | 4       | 3    | Jenny Mensing           | Alemanha       | 2:09.43 | Q      |
| 7    | 5       | 4    | Emily Seebohm           | Austrália      | 2:09.44 | Q      |
| 8    | 3       | 5    | Elizabeth Beisel        | Estados Unidos | 2:09.54 | Q      |
| 9    | 5       | 1    | Lisa Graf               | Alemanha       | 2:09.68 | Q      |
| 10   | 3       | 1    | Alicja Tchórz           | Polónia        | 2:10.04 | Q      |
| 11   | 5       | 7    | Kirsty Coventry         | Zimbabwe       | 2:10.38 | Q      |
| 12   | 5       | 2    | Margherita Panziera     | Itália         | 2:10.39 | Q      |
| 13   | 4       | 5    | Elizabeth Simmonds      | Reino Unido    | 2:10.48 | Q      |
| 14   | 4       | 1    | Irina Prikhodko         | Rússia         | 2:10.81 | Q      |
| 15   | 5       | 6    | Hilary Caldwell         | Canadá         | 2:10.92 | Q      |
| 16   | 4       | 6    | Duane Da Rocha          | Espanha        | 2:11.53 | Q      |
| 17   | 5       | 5    | Hayley Baker            | Austrália      | 2:11.63 |        |
| 18   | 3       | 2    | Liu Yaxin               | China          | 2:11.75 |        |
| 19   | 4       | 7    | Simona Baumrtová        | Chéquia        | 2:11.78 |        |
| 20   | 5       | 8    | Daryna Zevina           | Ucrânia        | 2:12.14 |        |
| 21   | 4       | 0    | Joanna Maranhão         | Brasil         | 2:12.26 |        |
| 22   | 4       | 2    | Chen Jie                | China          | 2:12.30 |        |
| 23   | 5       | 9    | Gisela Morales          | Guatemala      | 2:12.92 |        |
| 24   | 4       | 8    | Katalin Burián          | Hungria        | 2:12.96 |        |
| 25   | 2       | 5    | Bobbie Gichard          | Nova Zelândia  | 2:13.45 |        |
| 26   | 3       | 8    | Matea Samardžić         | Croácia        | 2:14.05 |        |
| 27   | 2       | 3    | Lau Yin Yan             | Hong Kong      | 2:14.51 |        |
| 28   | 2       | 4    | Andrea Berrino          | Argentina      | 2:14.96 |        |
| 29   | 2       | 2    | Martina van Berkel      | Suíça          | 2:14.99 |        |
| 30   | 4       | 9    | Jördis Steinegger       | Áustria        | 2:15.37 |        |

| Ver o restante da classificação | Ver o restante da classificação | Ver o restante da classificação | Ver o restante da classificação | Ver o restante da classificação | Ver o restante da classificação | Ver o restante da classificação |
| Pos.                            | Bateria                         | Raia                            | Nadadora                        | Nacionalidade                   | Tempo                           | Notas                           |
| ------------------------------- | ------------------------------- | ------------------------------- | ------------------------------- | ------------------------------- | ------------------------------- | ------------------------------- |
| 31                              | 3                               | 9                               | Carolina Colorado Henao         | Colômbia                        | 2:15.55                         |                                 |
| 32                              | 2                               | 7                               | Halime Zülal Zeren              | Turquia                         | 2:15.87                         |                                 |
| 33                              | 2                               | 6                               | Karin Tomečková                 | Eslováquia                      | 2:16.63                         |                                 |
| 34                              | 2                               | 0                               | Zanrè Oberholzer                | Namíbia                         | 2:18.13                         |                                 |
| 35                              | 1                               | 5                               | Karen Vilorio                   | Honduras                        | 2:18.70                         |                                 |
| 36                              | 3                               | 0                               | Lourdes Villaseñor              | México                          | 2:19.07                         |                                 |
| 37                              | 2                               | 1                               | Tatiana Perstniova              | Moldávia                        | 2:19.37                         |                                 |
| 38                              | 2                               | 9                               | Roxanne Yu                      | Filipinas                       | 2:19.45                         |                                 |
| 39                              | 2                               | 8                               | Yessy Yosaputra                 | Indonésia                       | 2:20.47                         |                                 |
| 40                              | 1                               | 4                               | Inés Remersaro                  | Uruguai                         | 2:20.55                         |                                 |
| 41                              | 1                               | 3                               | Kimiko Raheem                   | Sri Lanka                       | 2:21.18                         |                                 |
| 42                              | 1                               | 6                               | Talisa Lanoe                    | Quênia                          | 2:24.45                         |                                 |
| 43                              | 1                               | 2                               | Lauren Hew                      | Ilhas Caimã                     | 2:29.52                         |                                 |
| 44                              | 1                               | 7                               | Kaya Forson                     | Gana                            | 2:43.94                         |                                 |
| 45 !                            | 3                               | 7                               | Melani Costa                    | Espanha                         | 9:99.99 !                       | DNS                             |
| 45 !                            | 5                               | 0                               | Andrea García                   | México                          | 9:99.99 !                       | DNS                             |

### Semifinal
Esses foram os resultados das semifinais.
Semifinal 1
| Pos. | Raia | Nadadora            | Nacionalidade  | Tempo   | Notas  |
| ---- | ---- | ------------------- | -------------- | ------- | ------ |
| 1    | 4    | Missy Franklin      | Estados Unidos | 2:07.79 | Q      |
| 2    | 5    | Daria Ustinova      | Rússia         | 2:08.74 | Q, WRJ |
| 3    | 3    | Jenny Mensing       | Alemanha       | 2:09.16 | Q      |
| 4    | 7    | Margherita Panziera | Itália         | 2:09.54 |        |
| 5    | 1    | Irina Prikhodko     | Rússia         | 2:10.36 |        |
| 6    | 6    | Elizabeth Beisel    | Estados Unidos | 2:10.68 |        |
| 7    | 8    | Duane Da Rocha      | Espanha        | 2:12.90 |        |
| 8    | 2    | Alicja Tchórz       | Polónia        | 2:14.49 |        |

Semifinal 2
| Pos. | Raia | Nadadora                | Nacionalidade | Tempo   | Notas |
| ---- | ---- | ----------------------- | ------------- | ------- | ----- |
| 1    | 4    | Katinka Hosszú          | Hungria       | 2:06.18 | Q,    |
| 2    | 6    | Emily Seebohm           | Austrália     | 2:06.56 | Q     |
| 3    | 5    | Dominique Bouchard      | Canadá        | 2:08.16 | Q     |
| 4    | 8    | Hilary Caldwell         | Canadá        | 2:08.99 | Q     |
| 5    | 3    | Eygló Ósk Gústafsdóttir | Islândia      | 2:09.04 | Q,    |
| 6    | 2    | Lisa Graf               | Alemanha      | 2:09.40 |       |
| 7    | 1    | Elizabeth Simmonds      | Reino Unido   | 2:10.57 |       |
| 8    | 7    | Kirsty Coventry         | Zimbabwe      | 2:10.74 |       |

### Final
Esse foi o resultado da final. .
| Pos.              | Raia | Nadadora                | Nacionalidade  | Tempo   | Notas              |
| ----------------- | ---- | ----------------------- | -------------- | ------- | ------------------ |
| Medalha de ouro   | 5    | Emily Seebohm           | Austrália      | 2:05.81 | Recorde da Oceania |
| Medalha de prata  | 3    | Missy Franklin          | Estados Unidos | 2:06.34 |                    |
| Medalha de bronze | 4    | Katinka Hosszú          | Hungria        | 2:06.84 |                    |
| 4                 | 2    | Daria Ustinova          | Rússia         | 2:07.64 | WRJ                |
| 5                 | 8    | Jenny Mensing           | Alemanha       | 2:08.49 |                    |
| 6                 | 6    | Dominique Bouchard      | Canadá         | 2:08.51 |                    |
| 7                 | 7    | Hilary Caldwell         | Canadá         | 2:08.66 |                    |
| 8                 | 1    | Eygló Ósk Gústafsdóttir | Islândia       | 2:09.53 |                    |

Legenda
| Recorde mundial       | Recorde mundial (World record)               |                       | Recorde africano                      | Recorde africano (African) |                                           | Q | Classificado por posição (Qualified) |
| Recorde do campeonato | Recorde do campeonato (Championship record)  | Recorde da América    | Recorde da América (Americas)         | q                          | Classificado por melhor tempo (Qualified) |   |                                      |
| Melhor marca do ano   | Melhor marca do ano (World leading)          | Recorde asiático      | Recorde asiático (Asian)              | DNS                        | Não largou (Did not start)                |   |                                      |
| Recorde nacional      | Recorde nacional (National record)           | Recorde europeu       | Recorde europeu (European)            | DNF                        | Não terminou (Did not finish)             |   |                                      |
| Recorde pessoal       | Recorde pessoal do atleta (Personal best)    | Recorde da Oceania    | Recorde da Oceania (Oceania)          | DSQ / DQ                   | Desclassificado (Disqualified)            |   |                                      |
| Recorde da temporada  | Recorde da temporada do atleta (Season best) | Recorde sul-americano | Recorde sul-americano (South America) | NM                         | Sem marca (No mark)                       |   |                                      |